# Eyrir

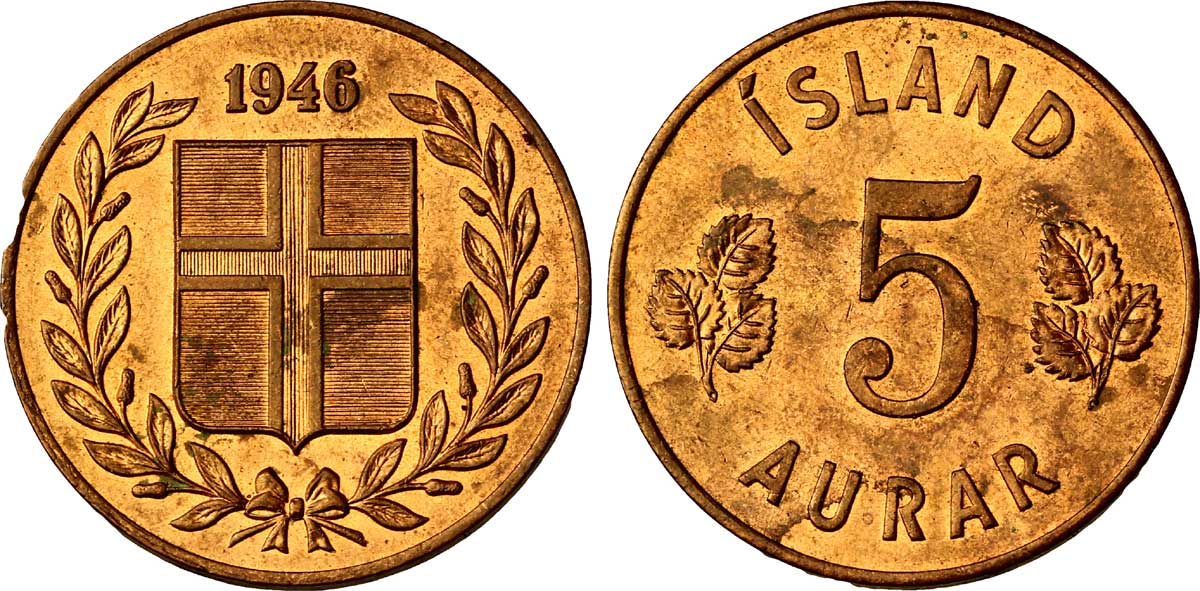
Pièce de 5 Aurar représentant le blason de l'Islande.

Eyrir (aurar, au pluriel) est une unité monétaire islandaise, valant un centième d'une couronne islandaise.
En septembre 2002, le Premier ministre islandais a signé deux lois dans le but de retirer les aurar de la circulation et d'interdire les prix à virgule. Le 1er octobre 2003, les banques islandaises n'acceptaient plus les aurar.